# Digital Cinema Initiatives
Digital Cinema Initiatives (englisch; kurz DCI) ist ein Dachverband amerikanischer Filmstudios. Hauptaufgabe ist Normierung und Durchsetzung des gleichnamigen DCI-Standards für Digitales Kino.
Der Vorschlag den Verband zu gründen, kam 1999 von Tom McGrath, seinerzeit COO von Paramount Pictures. Nach Freigabe durch die amerikanischen Kartellämter und das Justizministerium, denen die Pläne der Studios vorgestellt wurden, schlossen sich im März 2002 folgende Unternehmen in der DCI zusammen:
- Buena Vista Group / Walt Disney
- 20th Century Fox
- Metro-Goldwyn-Mayer
- Paramount Pictures
- Sony Pictures Entertainment
- Universal Studios
- Warner Bros. Pictures

Weltweit hat sich der DCI-Standard zum Marktführer für digitales Kino entwickelt, und den zuvor herrschenden Wildwuchs nationaler Standards in der EU und den USA beendet. Über 95 Prozent aller Neuinstallationen in diesen Regionen folgen der Spezifikation. 2006 und 2007 wurden in den USA über 4.000 Kinos gemäß DCI umgerüstet.
Für die EU stellen vier der Mitglieder die finanziellen Mittel zur Umrüstung von 7.000 Kinos ab 2008 zur Verfügung.

## Phase 2 der DCI Auslieferung
Die Mitglieder der DCI finanzierten im März 2008 weitere 10.000 DCI Installationen in den USA. Die Auslieferung ist innerhalb der folgenden 36 Monate geplant.

## Die DCI-Spezifikation
Die DCI definiert technische, qualitative, logistische und rechtliche Aspekte für das digitale Kino. Von der Qualität der verwendeten Projektoren, über Datenraten und Auflösung, Untertitel, Kopierschutzverfahren, Tonformate, Farbräume bis hin zu Auslieferungsmethoden und -formaten.
Am 20. Juni 2005 veröffentlichte die DCI die Version 1 der Norm. Am 12. April 2007 folgte die erweiterte Fassung 1.1., sowie am 7. März 2008 die Version 1.2, am 29. Mai 2024 die Version 1.4.5.
Technisch stützt sich die DCI vor allem auf Normen der SMPTE und der ISO, wie beispielsweise JPEG 2000 und Broadcast wave PCM-/WAV-Ton. Die Spezifikation regelt auch detailliert die Erstellung des Digital Cinema Package (DCP) aus den Rohdaten, Digital Cinema Distribution Master (DCDM) genannt, einschließlich Kopierschutz, Vollverschlüsselung und Wasserzeichen.
Für den Aufführungsort und die Projektion definiert die Norm unter anderem die Stärke des ambienten Lichts, Pixelanzahl, Seitenverhältnis und -format, Bildhelligkeit, Weißpunkt, Farbraum und Farbsättigung und die maximal zulässigen Toleranzen dieser Parameter.
Ein weiterer relevanter Bereich, in dem die DCI agiert, ist die Normierung des digitalen 3D-Kinos.

### Normen
- Video:
  - 2048×1080 2K bei 24 oder 48 Hz und 4096×2160 4K bei 24 Hz; 3×12 bit Farbtiefe im XYZ-Farbraum.
  - ISO 15444 (Motion JPEG 2000) mit 250 Mbit/s Datenrate
- Audio:
  - Bis zu 16 Kanäle
  - 24 bit linear PCM, 48 oder 96 kHz Abtastrate, unkomprimiert

Die gesamte Datenrate (Bild und Ton) beträgt damit 113 bis 129 GByte/h (112,5 GByte/h für Bild, 0,52 bis 16,59 GByte/h für Ton).

### Verbreitung
Hauptanbieter in der Projektorenherstellung sind Christie, NEC und Barco mit DLP-Projektoren und Sony mit Projektoren auf Basis der LCoS-Technik.
Christie hält laut Eigenaussagen ca. 80 Prozent Marktanteil bei Projektoren mit 2K-Auflösung.
Über 98 Prozent aller Installationen sind in 2K-Auflösung. Rund 20 Prozent sind 3D-fähig.